# Аукштота
| Мала Литва Жмудь Аукштота | Сувальщина Дзукія |

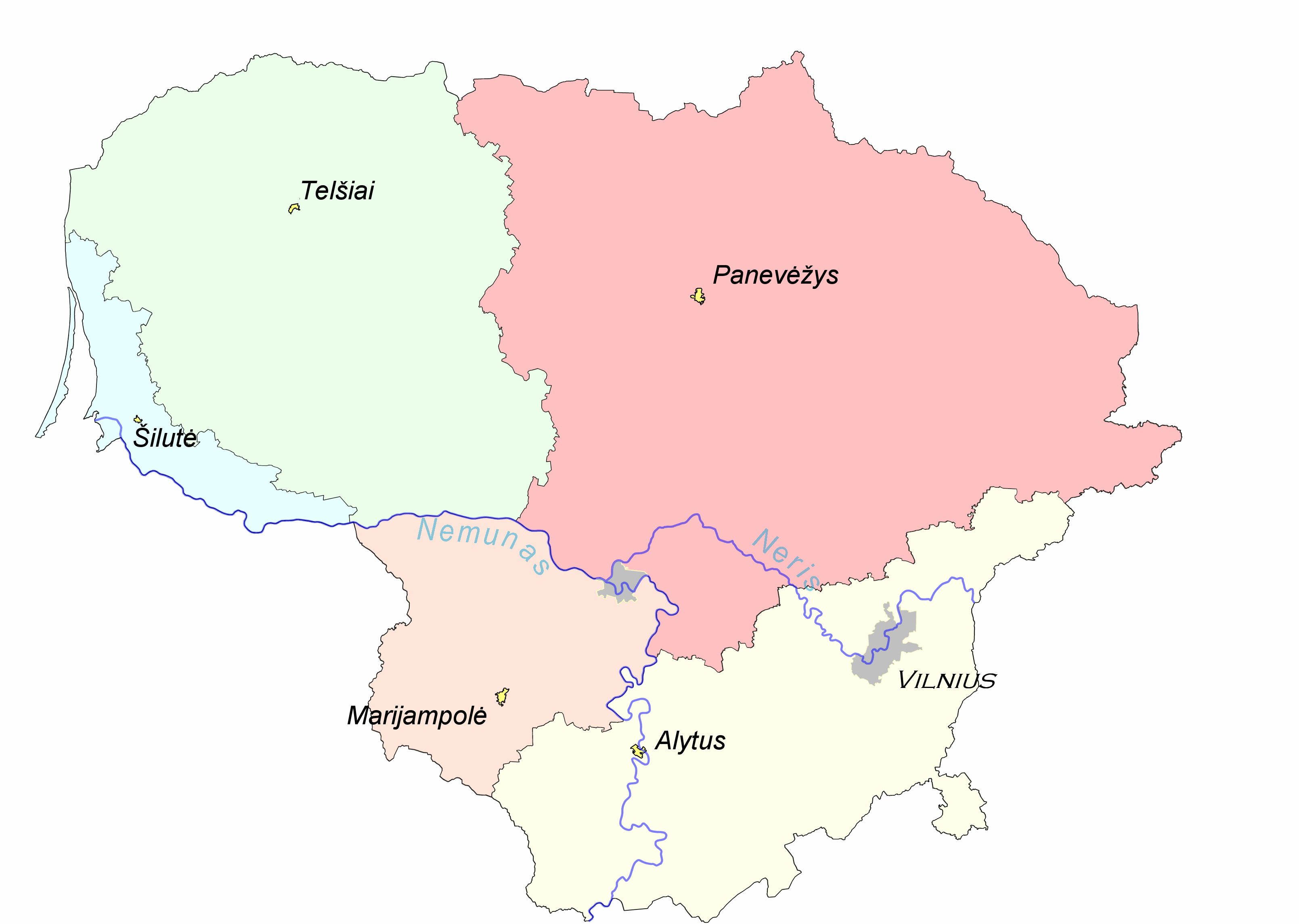
Етнорегіони Литви

Герб Аукштотії

Аукштота, Аукштайтія (Авкштота, Верхня Литва, лит. Aukštaitija МФА: [oʊkʃteɪtɪˈjʌ], пол. Auksztota, біл. Аўкштота) — найбільший з п'яти регіонів Литви, охоплює чималу територію на північному сході держави, а також прикордоння Латвії та Білорусі. У перекладі з литовської мови назва буквально ознає «Верховина», бо є найвищим регіоном Литви. Паневежис із понад 120 000 мешканців є найбільшим містом Аукштоти, хоча не має значного політичного впливу на регіон. 
Аукштота багата на озера, особливо у східній своїй частині. Місцевий говір (власне західноаукштотські говірки) ліг в основу літературної литовської мови.